# Республика Корея на зимних Олимпийских играх 1980
Республика Корея принимала участие в Зимних Олимпийских играх 1980 года в Лейк-Плесиде (США) в восьмой раз за свою историю, но не завоевала ни одной медали.

## Состав сборной
Сборную страны представляло десять спортсменов: 6 мужчин и 4 женщины, они соревновались в 4 видах спорта:
- горнолыжный спорт
- конькобежный спорт
- лыжные гонки
- фигурное катание.

Самой младшей участницей южнокорейской сборной была 17-летняя конькобежка Ли Сонэ (이성애), самой старшей — 24-летная конькобежка Ким Ёнхи (김영희).

## Результаты
Лучшим результатом южнокорейской сборной на этой Олимпиаде стало 14 место конькобежки Ли Намсу́н (이남순) на дистанции 500 метров.

### Горнолыжный спорт

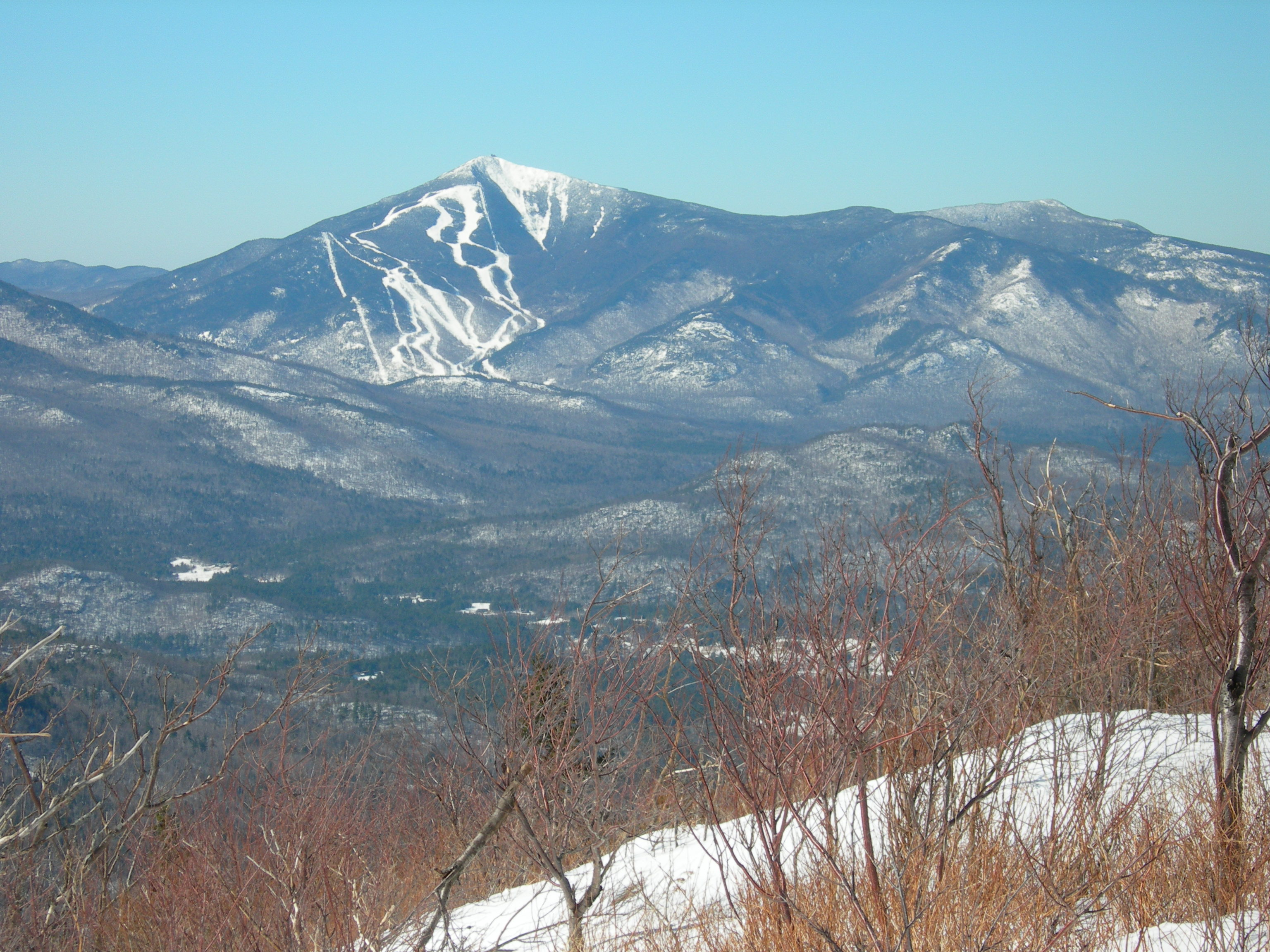
Горнолыжный курорт Уайтфейс Маунтин.

Соревнования прошли с 14 по 23 февраля 1980 года на горе Уайтфейс близ городка Уилмингтон, северо-восточнее Лейк-Плэсида. Это была последняя зимняя Олимпиада, когда соревнования по горнолыжному спорту входили также и в зачёт чемпионата мира.
Мужчины
| Спортсмен         | Соревнование      | Время          | Место |
| ----------------- | ----------------- | -------------- | ----- |
| Хон Инги (홍인기) | Скоростной спуск  | 2:03.08        | 40    |
| Хон Инги (홍인기) | Гигантский слалом | 3:20.80        | 49    |
| Хон Инги (홍인기) | Слалом            | не финишировал | —     |

### Лыжные гонки
Соревнования прошли с 14 по 21 февраля в специально построенном для Игр комплексе у подножия горы Ван Ховенберг. 
Трое южнокорейских лыжников (все - мужчины) соревновались на дистанциях 15 и 30 км.
Мужчины
| Спортсмен            | Дистанция | Время          | Место |
| -------------------- | --------- | -------------- | ----- |
| Ким Донхван (김동환) | 15 км     | не финишировал | -     |
| Ким Донхван (김동환) | 30 км     | 1:51:13.35     | 51    |
| Ким Намъён (김남용)  | 15 км     | 0:53:05.55     | 58    |
| Ким Намъён (김남용)  | 30 км     | не финишировал | -     |
| Хван Бёндэ (황병대)  | 15 км     | 0:53:05.60     | 59    |
| Хван Бёндэ (황병대)  | 30 км     | не финишировал | -     |

### Фигурное катание
Соревнования среди женщин прошли 20, 21 и 23 февраля на искусственном льду на катке Олимпийской арены.
Женщины — одиночное катание
| Имя       | Обязательные фигуры | Короткая программа | Произвольная программа | Сумма баллов (TFP) | Сумма мест | Место в итоговом протоколе |
| --------- | ------------------- | ------------------ | ---------------------- | ------------------ | ---------- | -------------------------- |
| Син Хесук | 20                  | 22                 | 22                     | 128.18             | 134        | 20                         |